# Besteuerung von Reiseleistungen
Für die Besteuerung von Reiseleistungen die innerhalb der EU erbracht werden, gilt das sog. Ziellandprinzip.

## Allgemeines
Führt die Reise in ein anderes EU-Land, unterliegt der Reisepreis der Mehrwertsteuer auf die Marge. Führt die Reise in ein Nicht-EU-Land, ist der Reisepreis mehrwertsteuerfrei.
Innerhalb der EU gibt es jedoch Ausnahmen von dieser Margensteuerpflicht.

## Versteuerung bei Reiseveranstalter

### Deutschland
Seit 18. Dezember 2019 ist in Deutschland gemäß Jahressteuergesetz 2019 die B2B-Margenbesteuerung in Kraft getreten.  Die Margenbesteuerung findet nun auch zwischen Unternehmen Anwendung und nicht mehr nur gegenüber Privatreisenden (Urlaubern).
In Deutschland unterliegt die Provision von Reiseveranstaltern mit Firmensitz in Deutschland, für Reisen, die in ein EU-Land führen, dem Normalsteuersatz. Der Reisevermittler hat diese Margensteuer an das Finanzamt abzuführen (Endkundenbesteuerung).
Die Auslagerung des Einkaufs in z. B. die Schweiz befreit einen deutschen Reiseveranstalter jedoch nicht von der Besteuerung, da der Firmensitz maßgeblich für die Besteuerung ist, an dem das Reiseprodukt vertrieben wird.

### Österreich
Reiseveranstalter, die einen Firmensitz in der Republik Österreich haben, unterliegen der Besteuerung von Reiseleistungen. Da diese eine Endkundenbesteuerung ist, haben sie die Steuer nicht selbst abzuführen, sondern ihre Reisevermittler.
Dies führt dazu, dass deutsche Reiseveranstalter, die einen Firmensitz in Österreich haben, dem österreichischen Mehrwertsteuergesetz unterliegen.
Beispiel

Ein österreichischer Reisevermittler vermittelt eine Reise in ein EU-Land

a) von TUI Deutschland, Firmensitz Hannover: dann unterliegt diese Reise nicht der Besteuerung von Reiseleistungen;

b) von TUI Österreich, Firmensitz Wien: dann unterliegt diese Reise der Besteuerung;

### Schweiz
Gemäß Art. 21 des Mehrwertsteuergesetzes wurden per 1. Januar 2025 die durch Reisebüros weiterverkauften Reiseleistungen und die damit zusammenhängenden Dienstleistungen der Reisebüros von der Mehrwertsteuer ausgenommen. Laut dem Onlineportal aboutTravel (Travel Inside) versteht die Eidgenössische Steuerverwaltung unter Reisebüros einen Reiseveranstalter und nicht einen Reisevermittler.

## Versteuerung bei Reisevermittlern

### Deutschland
Die Provision von Reiseveranstaltern für Reisen, die in ein EU-Land führen, unterliegt dem Normalsteuersatz. Der Reisevermittler hat diese Margensteuer an das Finanzamt abzuführen (Endkundenbesteuerung).

### Österreich
In Österreich unterliegt der Rabatt von Reiseveranstaltern für Reisen, die in ein EU-Land führen, dem Normalsteuersatz (20 Prozent); der Reisevermittler hat diese Margensteuer an das Finanzamt abzuführen (Endkundenbesteuerung);
Der Gesamtumsatz einer Reise in ein EU-Land, die ein Reiseveranstalter veranstaltet, unterliegt unabhängig von der Handelsspanne einer USt-Pauschale, die in Österreich 2 % vom Bruttoumsatz beträgt;
Eigene Reisevorleistungen, z. B. bei einem Busunternehmen der eigene Bus oder bei einem Reiseveranstalter die Kosten eines Hotelaufenthalts, wenn dieses Hotel im Besitz des Reiseveranstalters ist, unterliegen der so genannten Regelbesteuerung. Es fällt keine Margensteuer an.

## Besteuerungen von Flugtickets

### Deutschland
Grundsätzlich richtet sich die Umsatzsteuer auf den Personentransport nach dessen Transportweg. Für den Transport innerhalb Deutschlands gilt der Normalsteuersatz, für den Transport im Ausland fällt keine Umsatzsteuer an.
Inlandsflüge unterliegen damit vollständig dem Normalsteuersatz. Bei Flügen von oder ins Ausland unterliegen die Anteile des Fluges über deutsches Bundesgebiet der deutschen Umsatzsteuer. Dies gilt auch für Überflüge.
Davon abweichend wird Fluggesellschaften, die überwiegend im Ausland fliegen, die Umsatzsteuer auf den Inlandsanteil auf Auslandsflüge erlassen (§ 4 Nr. 2 UStG i. V. m. § 8 Abs. 2 Nr. 1 UStG). Dazu wird zur Vereinfachung vom Finanzministerium eine jährlich aktualisierte Liste herausgegeben, auf welche Fluggesellschaften dies auf jeden Fall zutrifft. Bei Fluggesellschaften mit Sitz im Ausland wird grundsätzlich davon ausgegangen, dass diese überwiegend im Ausland tätig sind (Abschnitt 8.2, Abs. 3, Satz 5 UStAE).

### Österreich
Die Umsatzsteuer auf den Personentransport bemisst sich nach dem Transportweg. Innerhalb Österreichs unterliegt der Transport dem Ermäßigten Steuersatz von 13 %, im Ausland ist der Transport umsatzsteuerfrei. Inlandsflüge sind deshalb mit dem Normalsteuersatz zu versteuern. Bei Auslandsflügen ist der Anteil des Fluges über österreichisches Bundesgebiet zu versteuern.
Fluggesellschaften, deren Flüge überwiegend im Ausland liegen, wird bei Auslandsflügen die Umsatzsteuer auf den Inlandsanteil erlassen (§ 6 Abs. 1 Z 2 UStG i. V. m. § 9 Abs. 2 Z 1 UStG). Das Finanzministerium veröffentlicht dazu jedes Jahr eine Liste mit den österreichischen Fluggesellschaften, für die das zutrifft. Bei Fluggesellschaften mit Sitz im Ausland wird grundsätzlich davon ausgegangen, dass die Bedingungen erfüllt sind (Rz. 1142 UStR).